# Нит, Финли
Фи́нли Нит (англ. Finlay Neat; Пустой шаблон {{ВД-Преамбула}} ) — шотландский футболист, нападающий шведского «Сириуса».

## Клубная карьера
Начинал заниматься футболом в шотландском «Абердине», откуда в 13-летнем возрасте перебрался в академию «Мальмё». В шведском клубе выступал за юношеские команды различных возрастов, был капитаном команды. Весной 2025 года вместе с «Мальмё» выиграл молодёжный Кубок лиги. В полуфинальной встрече с «Кальмаром» оформил хет-трик за семь минут. Летом того же года покинул клуб.
24 июня 2025 года стал игроком «Сириуса», подписав контракт, рассчитанный на четыре с половиной года. 14 июля в матче с «Мьельбю» дебютировал в чемпионате Швеции, заменив на 81-й минуте Маркуса Линдберга.

## Личная жизнь
Родился и вырос в шотландском Абердине, откуда вместе с семьей в 13-летнем возрасте переехал в Швеции. Помимо шотландских имеет также итальянские корни.

## Клубная статистика
| Выступление      | Выступление      | Выступление      | Лига | Лига | Кубки | Кубки | Конт. кубки | Конт. кубки | Итого | Итого |
| Клуб             | Лига             | Сезон            | Игры | Голы | Игры  | Голы  | Игры        | Голы        | Игры  | Голы  |
| ---------------- | ---------------- | ---------------- | ---- | ---- | ----- | ----- | ----------- | ----------- | ----- | ----- |
| Сириус           | Алльсвенскан     | 2025             | 1    | 0    | 0     | 0     | 0           | 0           | 1     | 0     |
| Сириус           | Итого            | Итого            | 1    | 0    | 0     | 0     | 0           | 0           | 1     | 0     |
| Всего за карьеру | Всего за карьеру | Всего за карьеру | 1    | 0    | 0     | 0     | 0           | 0           | 1     | 0     |